# 曾布
曾 布（そう ふ、景祐3年（1036年）- 大観元年8月2日（1107年8月21日））は、北宋末期の政治家。曾鞏の異母弟。建昌軍南豊県の出身。字は子宣。諡は文粛。日記として『曾公遺録』が伝わる。

## 経歴
13歳で孤児となり、異母兄の曾鞏に育てられた。兄と同時に進士となり、後に縁戚である王安石の推薦で重用された。王安石が新法を始めようとした際に呂恵卿とともに一貫して賛成論を唱え、その導入に中心的な役割を果たした。ところが、熙寧7年（1074年）に新法の重要法である市易法の施行方法の修正を強く提言して王安石・呂恵卿と激しい意見対立を起こしたうえに新法党内部において呂恵卿との権力争いに敗れたこともあって饒州知州に一時落とされてしまう。ただ、神宗親政期にはもう中央復帰して、翰林学士から戸部尚書に進んでいく。しかし哲宗の時期になり、司馬光が新法を全面的に廃止しようとすると、これに反対して再び地方に左遷された。
哲宗が親政を行って新法を復活させると、再び中央に戻されて紹聖4年（1097年）に知枢密院事に任ぜられ章惇・蔡卞らとともに新法再復活の指揮をとっていった。章惇が退いた後は新法党の中心人物となり、元符3年（1100年）に中書侍郎兼右僕射に任ぜられ、徽宗初期の旧法党と新法党の中間政権が出来た際には旧法党の韓忠彦とともに政権を担当した。崇寧元年（1102年）、元々が呂恵卿に政治的に近く、仲もとても悪かった蔡京が徽宗の寵愛を受けて政権に就くと、地方にまたまた左遷されたのみならず、「（司馬光ら旧法党人士に加えて）曾布も旧法党の一味であった」と認定（「元祐党人」）され政界追放運動までされたことにショックを受け、そのまま失意のうちに病死した。
彼の没後に編纂された『宋史』では、長年にわたり国を傾けた「新法党の中心人物の一人」と認定されて、「姦臣伝」に記載されることになった。